# Letizia Ciampa
Letizia Ciampa, född den 20 augusti 1986 i Rom, är en italiensk skådespelerska och röstskådespelerska.

## Filmografi i urval
- 2001 – Spy Kids (röst till Carmen Cortez)
- 2001 – Harry Potter och de vises sten (röst till Hermione Granger)
- 2002 – Spy Kids 2 - De förlorade drömmarnas ö (röst till Carmen Cortez)
- 2002 – Harry Potter och Hemligheternas kammare (röst till Hermione Granger)
- 2003 – Spy Kids 3-D: Game Over (röst till Carmen Cortez)
- 2004 – Winx Club (TV-serie) (röst till Bloom)
- 2004 – Harry Potter och fången från Azkaban (röst till Hermione Granger)
- 2004 – Thunderbirds (röst till Tin-Tin)
- 2005 – Harry Potter och den flammande bägaren (röst till Hermione Granger)
- 2005 – Berättelsen om Narnia: Häxan och lejonet (röst till Susan Pevensie)
- 2006 – High School Musical (röst till Gabriella Montez)
- 2006–2007 – Pinsamheter (TV-serie) (röst till Taylor Fry)
- 2007 – Jump In! (röst till Mary Thomas)
- 2007 – Harry Potter och Fenixorden (röst till Hermione Granger)
- 2007 – High School Musical 2 (röst till Gabriella Montez)
- 2007 – Winx Club: The Secret of the Lost Kingdom (röst till Bloom/Tune)
- 2008 – Berättelsen om Narnia: Prins Caspian (röst till Susan Pevensie)
- 2008 – High School Musical 3: Sista året (röst till Gabriella Montez)
- 2009 – Harry Potter och Halvblodsprinsen (röst till Hermione Granger)
- 2010–2017 – Pretty Little Liars (TV-serie) (röst till Aria Montgomery)
- 2010 – Harry Potter och dödsrelikerna – Del 1 (röst till Hermione Granger)
- 2010–2011 – Kompisar på nätet (TV-serie) (röst till Ally Henson)
- 2010 – Berättelsen om Narnia: Kung Caspian och skeppet Gryningen (röst till Susan Pevensie)
- 2011 – Red Riding Hood (röst till Valerie)
- 2011 – Harry Potter och dödsrelikerna – Del 2 (röst till Hermione Granger)
- 2011 – Spy Kids 4D (röst till Carmen Cortez)
- 2011 – A Cinderella Story: Once Upon a Song (röst till Katie Gibbs)
- 2011–2016 – Austin & Ally (TV-serie) (röst till Ally Dawson)
- 2013 – Getaway (röst till The Kid)
- 2015 – Bad Hair Day (röst till Monica)
- 2016 – World of Winx (TV-serie) (röst till Bloom)
- 2017 – Skönheten och odjuret (röst till Belle)